# Casa de las Flores (Belgrado)
La Casa de las Floreṣ es el mausoleo en el que yacen los restos del mariscal Josip Broz, "Tito" (1892-1980), dirigente de la República Federal Socialista de Yugoslavia entre 1945 y su muerte en 1980. Se encuentra en los terrenos aledaños al Museo de Historia Yugoslava en el barrio de Dedinje, en Belgrado (Serbia).

## Etimología
El nombre de Casa de las Flores proviene de las flores que rodearon la tumba hasta que esta, así como el museo, fueron cerrados al público tras la división de la República Federal Socialista de Yugoslavia. En la actualidad hay tan solo piedras blancas donde antaño hubo flores. En vida de Tito se conocía como "la floristería" y le servía como oficina auxiliar con jardín cubierto.

## Historia
La Casa de las flores se construyó en 1975, bajo el proyecto del arquitecto Stjepan Kralj. Fue construido como un jardín de invierno como lugar de descanso de Josip Broz, con cerca de 902 m², próximo a la residencia donde vivía. Está compuesto por tres partes: la central donde se encuentra un jardín y dos pasillos paralelos a los lados. En el lado opuesto a la entrada se halla una terraza con vistas de la ciudad de Belgrado. Tito fue enterrado en la parte central por deseo expreso en 1980.
Existe una exposición permanente en la Casa de las flores sobre las Carreras de la Juventud celebradas anualmente tras 1957 en Yugoslavia. Se celebraban el 25 de mayo, Día de la Juventud y cumpleaños de Tito. Además, se exhiben mensajes que Tito recibía durante estos acontecimientos.
Durante más de una década tras la ruptura de la República Federal Socialista de Yugoslavia, el complejo entero (tanto tumba como museo) estuvieron cerrados al público y se retiró la guardia militar. En cambio, hoy en día tanto turistas como personas que quieran mostrar su respeto pueden acceder al recinto. Está especialmente concurrido el día 25 de mayo, fecha oficial del nacimiento de Tito y antiguamente Día de la Juventud en Yugoslavia.